# (13766) Bonham
(13766) Bonham (1998 SA139) – planetoida z grupy pasa głównego asteroid okrążająca Słońce w ciągu 3,45 lat w średniej odległości 2,28 j.a. Odkryta 26 września 1998 roku.